# Triopas
Triopas, na mitologia grega, é um filho de Posidão e Cânace, filha de Éolo e Enarete.
Sua filha Ifimedia casou-se com seu irmão Aloeu, mas ela seduziu Posidão, e teve com ele os gigantes aloídas, que tentaram conquistar o Olimpo.